# アイネット・システムズ
アイネット・システムズ株式会社は、大阪府大阪市中央区に本社を置くネットワークインテグレーターである。ネットワークインテグレーションに加えて医療情報システムに特化したシステムインテグレーション事業を展開している。

## 沿革
- 1985年11月 - 株式会社アシック設立
- 1995年4月 - 株式会社ネットブレインズ設立
- 1998年4月 - 株式会社アシックと株式会社ネットブレインズを合併させ、アイネット・システムズ株式会社設立
- 2000年11月 - 東京支店を開設
- 2004年3月 - 東京支店、港区赤坂3丁目に移転
- 2006年
  - 8月 - 東京支店、千代田区飯田橋2丁目に移転
  - 11月 - 徳島県に四国開発センターを開設
- 2008年
  - 8月 - 東京支店、中央区日本橋2丁目に移転
  - 9月 - 本社機能及び医療システム事業部を大阪府吹田市に移転、大阪支店を開設
- 2009年3月 - セイコーシステム株式会社を吸収合併し、和歌山支店として開設
- 2010年
  - 6月 - 四国開発センターを閉鎖。東京支店を中央区日本橋2丁目16に移転
  - 9月 - 会社名を株式会社アシックに変更するとともに、新設分割により（新）アイネット・システムズ株式会社を設立
- 2011年
  - 7月 - 和歌山支店を和歌山市梶取に移転。
  - 12月 - メディカルサプライネットワーク株式会社を吸収合併。
- 2012年 - データバックアップセンターを構築し、診療情報等をバックアップするABCサービスを開始。株式会社ジェイ・アイエスアイを吸収合併。
- 2014年12月 - 東京支店、中央区八重洲1丁目4番16号に移転。
- 2016年5月 - 本社を、大阪支店を置いていた大阪府大阪市中央区南船場2丁目9番8号に移転。

## 事業所
- 本社・大阪支店 - 大阪市中央区南船場2丁目9番8号　シマノ住友生命ビル4F
- 東京支店 - 東京都中央区日本橋2丁目15番9号　ニューTNビル2F
- 和歌山支店 - 和歌山市梶取171番地1　ウィンドービル3F

## 資格・許可
- 一般建設業（電気通信工事業）大阪府知事許可（般-17）第115541号
- 特定労働者派遣業（特27-302255）

## 事業内容
- 医療システム事業の取扱ソリューション

・電子カルテシステム（AI・CLINIC EV）
・オーダーエントリーシステム
・医事会計システム
・臨床検査管理システム
・健診システム
・人工透析管理システム
・看護管理システム
・放射線情報管理システム（患者情報管理システム）
・院内物品管理システム
・医療機関向けホームページ
・ボランタリーチェーン向けEDIシステム
・日医標準レセプトソフト「ORCA」
- ネットワーク事業の取扱製品

・ルーター、L3/L2スイッチ、無線LAN、ロードバランサー、IPテレフォニー（IPフォン／VOIPゲートウェイ等）
・LAN用ケーブル、部材、光ケーブル施設等のLAN工事
・テレビ会議システム
・サン・マイクロシステムズ、HP等の各種サーバー、周辺装置、ソフトウェア製品
・NetRAPTOR

## 加盟団体
- 保険医療福祉情報システム工業会
- 日本医療情報学会
- 日本診療録管理学会
- 日本病院管理学会
- 日本医療マネジメント学会
- 日本クリティカルパス学会
- 日本診療情報管理士会
- 日本臨床衛生検査技師会1

- 日本臨床検査自動化学会
- 日本総合健診医学会
- 日本医業経営コンサルタント協会
- 大阪府臨床衛生検査技師会
- 大阪商工会議所
- 日本経営協会
- 日本ネットワークセキュリティ協会